# Umm Mil
Umm Mil (arab. أم ميل) – wieś w Syrii, w muhafazie Hama. W 2004 roku liczyła 118 mieszkańców.